# Клиника за психијатријске болести „Др Лаза Лазаревић” Београд
Клиника за психијатријске болести „Др Лаза Лазаревић” Београд је високоспецијализована здравствена установа чији је оснивач Влада
Републике Србије. Задатак Клинике је да обавља високоспецијализовану специјалистичко-консултативну и стационарну делатност на терцијарном нивоу, као и специјалистичко-консултативну здравствену делатност на секундарном нивоу здравствене заштите из области психијатрије, лабораторијску и другу дијагностику, као и фармацеутску здравствену делатност преко болничке апотеке. Клиника се бави и научноистраживачку делатност, у складу са законом. Клиника је и наставно научна база додипломске наставе Факултета медицинских наука Универзитета у Крагујевцу, Медицинског факултета Универзитета у Приштини са седиштем у Косовској Митровици, за научну област Психијатрија, Филозофског факултета Универзитета у Београду, Филозофског факултета Универзитета у Нишу, као и за последипломску наставу факултета Универзитета у Београду.
Клиника наставља вишедеценијску традицију лечења психијатријских болесника која је 3. марта 1861. године започела у „Дому за с’ ума сишавше” у „Докторовој кули“ у Београду. Као једна од најзначајнија установа те врсте у Србији, клиника има у свом саставу: ургентну психијатрију: стационарна одељења (са око 300 пацијената); дневну болницу (са око 420 пацијената); саветовалиште и диспанзер. Директори болнице били су Милутин Ненадовић, Славица Ђукић-Дејановић, а садашњи вршилац дужности директора је Весна Стефановић.
У 2021. је најављена реконструкција клинике.

## Називи
„Дом за с ума сишавше” (1861—1881) — Болница за душевне болести (1881—1956) — Психијатријска болница (1956—1971) — Специјална болница за психијатријска и нервна обољења „Др Лаза К. Лазаревић" (1971—1994) — Институт за неуропсихијатријске болести „Др Лаза Лазаревић" (1994—2006) — Клиника за психијатријске болести „Др Лаза Лазаревић”, Београд (2006).

## Услови који су владали у медицини Србије пре оснивања психијатријске службе
У средњем веку у Србији су први пут основане болнице од стране владара из династије Немањића уз манастире за њихове потребе или као склониште за оболеле од неизлечивих болести, међу њима и оне оболеле од душевних болести. Тако је, по угледу на византијске, настала болница у манастиру Хиландару, као и прва болница на тлу средњовековне српске државе у манастиру Студеници почетком 13. века. У том периоду Сава Немањић је имао важну и незаобилазну улогу у развоју медицине у средњовековној Србији. Поред верске у средњовековној Србији се паралелно развијала и научна медицина као део европске медицине, о чему нарочито сведочи Хиландарски медицински кодекс бр. 517, „зборник списа научне медицине написаних према учењу салернско – монпелијске школе“, веома цењене у ондашњој Европи.
Падом средњовековних српских земаља под власт Османског царства, нагло нестаје научна медицина, а остају само народна — световна и верска медицина, због повратка племенској и патријархалној култури. Верску медицину, поприлично назадну, практикују у манастирима, па су поједини од њих изашли на глас по лечењу одређених болести. Душевне болести су заузимале посебно место у манастирској медицини, „јер пошто је оболео дух, сматрало се да је најбољи лек духовни“. Зато су поједини манастири, како православни тако и католички, важили као једина места где се ови болесници могу успешно лечити и излечити.
Неки манастири, попут Студенице, поједини манастири по Македонији, фрањевачки манастири средње Босне, били су познати по лечењу душевно оболелих молитвом, постом и „другим познатим средствима“. Подаци из прве две деценије 19. века указују да су манастири Враћевшница и Каленић били центри где су примани болесници с јаким епилептичним нападима, као и они који су као тешко душевно оболели и у том стању починили убиства или разбојништва.
По оснивању Кнежевине Србије власт је одмах препознала проблем особа са инвалидитетом па је тако 1830. године након пописа становништва евидентирала особе са душевним и телесним недостацима. Највише је било глувонемих, слепих и душевно оболелих.
По оснивању Кнежевине Србије потреба за отварањем психијатријске болнице, први пут се изазвала јавну расправу 1837. године, када је један човек са знаковима душевне болести починио убиство. Као прелазно решење донета је одлука да се лечење душевних болесника врши у манастирима или у кућама на ободима градова.
Став о овом начину лечења умоболних лица промењен је када се том начину збрињавања успротивио Митрополит Српске. Као добро упознат са стањем лечења умоболних лица у српским манастирима али и у Хабзбуршком царству, из кога је и сам потицао, Митрополит је предложио Попечитељима правде и просвете, да се и у Србији, као што је то већ постојало у 18. веку у Европи оснују вероисповедне болнице за болесне и изнемогле. Наводећи као пример да су православни Срби с оне стране Сава и Дунава основали овакве вероисповедне болнице, поред католичких, гдегде и јеврејских, о којима су бринуле црквене општине, а издржаване су од прилога, пре свега оних оних остављаних тестаментима. Митрополит је лечење умоболних у манастирима у организационом погледу сматрао, не само као лоше решење за умоболне већ и као лоше решење за рад цркве, јер су ови невољници непрестано на сметњи уобичајеном манастирском животу.
Узимајући у обзир митрополитово неслагање, и са првобитним предлогом Попечитељстава правде и просвете да се умоболна лица лече у манастирима, Намесништво је писмом од 21. децембра 1839. године наложило Совјету да питање ових невољника „другим начином размотри.“ Тако је у Намесништву настала идеја да се у претходно оправљену „Докторову кулу” у Београду смести „Дом за с ума сишавше”. Овај предлог уз пројект „Устројство Дома за с ума сишавше”, Намесништво је доставило Совјету на разматрање, а ово проследило, са својим мишљењем кнезу Михаилу Обреновићу на одобрење..
Тако је 3. марта 1861. године на основу Устројство о оснивању установа за особе са инвалидитетом, основан „Дом за с ума сишавше“ у „Докторовој кули“ у Београду, као прва установа социјалне заштите у Кнежевини Србији.

## Историја
Прва психијатријска установа у Кнежевини Србији основан је на основу државне уредбе Устројство о оснивању Дома за с’ ума сишавше“, на које је Кнез Михаило Обреновић ставио свој потпис, дана 3. марта 1861. године. По Правилу о устројенију дома, са потписом кнеза, установа је основана са наменом да се;
У овом дому примају и у њему имају чувати и лечити с’ ума сишавша лица сваке струке, згранута и од падајуће болести страдајућа, како мушка тако и женска, и то како одрасла, тако и деца.
Прва психијатријска установа у Кнежевини Србији
Болница је основана Указом кнеза Михаила Обреновића у „Докторовој кули” која је уз мале преправке постала болница за душевне болеснике под називом „Дом за с ума сишавше” (Дом за са ума сишавше),
„Докторова кула“ у којој је основана болница, саграђена је 1824. године као породична кућа доктора Вита Ромите, пореклом Италијан, који је дошао је у Београд 1823. године и био лекар ондашњег београдског везира, а доцније и кнеза Милоша. Он је ову зграду саградио на земљишту од око 6,5 хектара, које је добио од београдског везира, далеко ван Утврђене вароши, на осунчаним падинама западног Врачара, у крају званом Губеревац. Зграда била је међу првим већим архитектонским објектима грађеним у Србији после Првог српског устанка и у њеној јединственој архитектури се прожимају утицаји различитих епоха и стилова. Саграђена је од опеке, камена и ћерамиде, и састоји се од подрума, приземља и спрата, са симетричним распоредом просторија.
Намена куће је била двострука - за становање и примање пацијената. Будући да има фасаду од камена и мала прозорска окна у народу је названа - „Докторова кула”.
Након што је доктор напустио Београд 1827. године, у кући су неко време живели његова супруга са кћерком и зетом, Бартоломеом Кунибертом, чувеним лекаром кнеза Милоша и историчарем оновремене Србије.
Оснивањем „Дома за с’ ума сишавше” у Београду непосредно је руководио тадашњи начелник Управе санитета др Стева Милосављевић, а за првог управника ове специјалне болнице постављен је физикус београдског округа др Флоријан Бирг.
Дом — болница, након оснивања имала је пет болесника, међу којима је први болесник била Ката Радманова из Пожаревца, која се после смрти мужа одала алкохолу и проституцији. Она је кажњена са 30 камџија (удараца бичем) после чега је „сишла с ума” па је из затвора послата у болницу на лечење. Пет година касније болница је имала 20 болесника.

Први сачувани извештаји лекара болнице потичу из 1861. године, а прва сачувана историја болести из 1880. године, када се у историји српске медицине појавио др Лаза Лазаревић, чије име носи данашња Клиника за психијатријске болести, а у чијем је саставу и Докторова кула. Потпис др Лаза Лазаревић налази се на чак 50 од 150 најстаријих историја болести које су пронађене у Београду. Дијагнозе су биле опсине, 
говорућа апатија (месецима не проговара ништа) или "једна потпуно беловесна луда само се смеје трчи и скаче...
 Прва класификација душевних болести је постављена је крајем 19. века, док су дијагнозе попут меланхолије, епилепсије и деменције примењиване тек с почетка 20. века.
Пацијенти су лечени капима опијума, бромовом сољу, ракијом и вином, инсулинском комом, да би се први лек појавио 1853. године.
Комплекс болнице се постепено ширио како се повећавао број психијатријских болесника. Тада је из безбедносних разлога болница ограђена зидинама, али оне нису биле гаранција да се неки пацијент неће искрасти. У болници су радили посебно мушки и женски павиљон, павиљони за мирне и узнемирене, као и павиљон за прљаве и чисте. На улазу у болницу налазио се павиљон за опсервацију, а пацијенти су долазили по налогу суда, док су они који су имали новца да се лече одлазили у Беч.
Кључ од болничке капије сачуван је до данас, као и један од старих ЕЕГ апарата, који је и сада у функцији.
Трансформација „Дом за с’ ума сишавше” у Болница за душевне болести
Двадесет година касније, по доношењу новог Закона о уређењу санитетске струке и чувању народног здравља, Краљевине Србије „Дом за с’ ума сишавше” прерастао је у Болницу за душевне болести, и тиме престао са радом под првобитним називом.

## Клиника данас
Клиника за психијатријске болести „Др Лаза Лазаревић” је у првим деценијама 21. века реструктурисана је у више наврата у циљу интензивирања лечења и неге психијатријских болесника. У оквиру здравствене делатности, на клиници се спроводе дијагностичке, психофармако-терапијске и психотераписјке методе, као што су индивидуална, групна, когнитивно-бихевиорална терапија, породична терапија, терапија психотраума (ЕМДР).
Ургентна психијатријска служба Клинике данас, збрињава психијатријске случајеве из регион Београда (преко 2, 5 милиона становника) а добрим делом и територију Србије, радом 24 сата свих 365 дана у години. У ургентној психијатријској служби Клинике збрињавају се болесници које је упутила и/или довела служба хитне помоћи, као и транспортна служба других здравствених установа, болесници у пратњи здравствених радника (лекар, медицинска сестра – техничар), радника обезбеђења и/или уз асистенцију полиције, родбине или грађана, као и болесници који дођу самоиницијативно. На ургентној психијатријској служби, Клиника прегледа се и лечи годишње између 6.500 и 7.000 упућених пацијената, од чега се просечно 3.000 прими на болничко лечење. Од укупног броја болнички лечених пацијената, скоро 10% прима се у присилу, или уз асистенцију полиције, Тако се прима око 60—70% принудно лечених пацијената.
Најчешће индикације за пријем болесника је изражена клиничка слика психомоторног немира и агитације (агресивности). Око 90% свих хоспитализованих болесника једно време проведе на лечењу у јединицама интензивне психијатријске неге.
Поликлиничка служба, познатија као „Диспанзер”, годишње збрине око 33.000 болесника. Од тога 900 болесника годишње долази на први психијатријски преглед и лечење.
Јединица интензивне психијатријске неге Клинике (у складу са највишим међународним стандардима интензивне психијатријске неге и лечења), има у свом саставу једно одељење интензивне неге са 20 постеља у делу Клинике у Падинској Скели и две организационе јединице са по 12 постеља у Београду. Интензивна психијатријска нега – ниво 2 на исти начин се спроводи и над болесницима у клинички израженом психомоторном немиру насталом због соматске болести или стања са израженим соматским поремећајима.
Амбулантно и клиничко одељење за адолесценте „Проф. др Јован Вељковић-Жућа“
Средином 2012. године отворено је Клиничко одељење „Проф. др Јован Вељковић-Жућа“ намењено за интензивно психијатријско лечење и негу адолесцената узраста 14—18 година. Одељење функционише као одвојена ургентна психијатријска служба за адолесценте са територији целе Р. Србије. Капацитет одељења је 20 постеља, а након завршетка интензивног психијатријског лечења, адолесценти се упућују на даље стационарно или амбулантно лечење у матичним установама.
На Одељењу се обавља амбулантно збрињавање или хоспитални пријем адолесцената према наведеним индикацијама, дијагностика, психијатријско-психолошка експлорација, уз допунску неуролошку експлорацију, педијатријске консултације, опсервација и стационарни третман младих пацијената. Пошто су ментални поремећаји био-психосоцијалне природе, приступ лечењу је интегративан, индивидуалан и оријентисан на пацијента. 
Стационар „Падинска Скела" Клинике „Др Лаза Лазаревић"

### Организациона структура Клинике
Ради ефикаснијег и рационалнијег обављања делатности у Клиници су образоване следеће организационе јединице:
1. Ургентна психијатријска служба
2. Служба клиничких одељења за дијагностику и лечење психијатријских болесника – Стационар
2.1. Стационар Београд
1. Прво одељење интензивне неге – ниво 2
2. Друго одељење интензивне неге – ниво 2 за агитиране соматске болеснике
3. Клиничко женско одељење „Ф“
4. Клиничко мушко одељење „К“
5. Клиничко женско одељење „Л“
6. Клиничко мушко одељење „М“

2.2. Стационар Падинска Скела
1. Одељење интензивне неге – ниво 2
2. Клиничко женско одељење „Б“
3. Клиничко мушко одељење „Ц“
4. Клиничко женско одељење „Д“
5. Клиничко мушко одељење „Е“
6. Клиничко одељење за продужено лечење „С“

3. Амбулантно и клиничко одељење за адолесценте
4. Дневна болница за третман психијатријских болесника
1. Одељење дневне болнице Београд
2. Одељење дневне болнице Падинска Скела
3. Тим за рехабилитацију

5. Служба за специјалистичко-консултативне прегледе
1. Одељење поликлиничке психијатријске заштите
2. Одсек за реализацију медицинске мере обавезног лечења
3. Одсек за психотерапију
4. Одсек за породичну и социотерапију
5. Одсек за неурофизиологију и неурологију
6. Кабинет за електроконвулзивну терапију (ЕКТ)

6. Служба за научно-истраживачку, образовну и експертизну делатност и пратеће стручне медицинске послове
6.1. Одељење здравствених сарадника
1. Одсек за психологију
2. Одсек за социјални рад и специјалну едукацију и рехабилитацију

6.2. Одсек за организацију, планирање, евалуацију, медицинску информатику и публицистику
6.3. Одељење за лабораторијску дијагностику
6.4. Одсек за фармацеутску делатност (болничка апотека, клиничка фармакологија и санитетско снабдевање)
7. Служба за немедицинске послове (правне, економско-финансијске, техничке и друге сличне послове)
7.1. Одељење за правне, кадровске, опште и послове безбедности на раду и заштите од пожара
1. Одсек за правне и кадровске послове
2. Одсек за опште послове
3. Одсек за безбедност, здравље на раду и заштиту од пожара

7.2. Одељење за економско-финансијске послове
1. Одсек финансијске оперативе
2. Одсек књиговодства
3. Одсек за фактурисање
4. Одсек набавке, јавне набавке и складиштење
5. Одсек исхране

7.3. Одељење за техничке и друге сличне послове
1. Одсек за текуће одржавање
2. Одсек за одржавање хигијене
3. Група за послове вешераја
4. Одсек за транспорт

7.4. Група интерне ревизије (ИР)

## Занимљивости
Др Лаза Лазаревић као станар у „Дому за с’ ума сишавше”
Занимљив податак је да је др Лаза Лазаревић, док је радио у Дому, један део живота провео и живећи на спрату ове зграде, све док се није преселио у своју кућу у Хиландарској улици, у којој је провео последње године живота.
Петар Кочић као пацијент Болнице за душевне болести
Један знаменити становник Докторове куле био је и писац (и политичар) Петар Кочић, који је након смрти свог сина почео да показује прве знаке „душевног растројства". Како извештаји наводе, „на овај корак се мање или више одлучио самовољно”.
Болница за душевне болести у Првом светском рату

Иако је Први светски рат донео многа зла Београду и Србији у дому је владало затишје, јер су од психијатријске болнице сви зазирали и нису желели да „узнемиравају ” његове штићенике, па је тако:
„Парадоксално, током читавог рата прва психијатријска болница у Београду била, на свој начин, чудна оаза мира”.